# Anthem (glazbeni sastav)
Anthem je japanski heavy metal sastav osnovan 1981. u Tokiju. 
Nakon raspuštanja početkom devedestih, sastav se ponovo okupio 2000., te izdao album obrada starijih pjesama Heavy Metal Anthem s engleskim pjevačem Grahamom Bonnetom.

## Bivši članovi
- Yoshitaka Mikuni – klavijature
- Don Airey – klavijature (Alaska, Black Sabbath, Iommi, Judas Priest, Divlje Jagode, Empire, Glenn Tipton, Ozzy Osbourne, Rainbow, Sinner, The Cage, M.S.G, Whitesnake, danas u Deep Purpleu)
- Takamasa Ohuchi – bubnjevi
- Kazumasa Saitoh – električna gitara
- Hiroya Fukuda – električna gitara
- Graham Bonnet – vokal (Impellitteri, Alcatrazz, Rainbow)
- Yukio Morikawa – vokal (Powernude)
- Toshihito Maeda – vokal
- Akifumi Koyanagi – električna gitara

## Diskografija

### Studijski albumi
- 1985. – Anthem
- 1985. – Ready to Ride EP
- 1986. – Tightrope
- 1987. – Bound to break
- 1988. – Gypsy ways
- 1989. – Hunting time
- 1990. – No Smoke Without Fire
- 1992. – Domestic Booty
- 2000. – Heavy Metal Anthem
- 2001. – Seven Hills
- 2002. – Overload
- 2004. – Eternal Warrior
- 2006. – Immortal
- 2008. – Black Empire

### Koncertni albumi
- 1987. – The Show Carries On!
- 1992. – Last Anthem
- 2003. – Live' Melt Down
- 2005. – The Show Carries On! - Complete Version
- 2005. – Prologue Live Boxx

### Kompilacije
- 1990. – Best 1981-1990
- 1992. – Best II 1981-1992
- 1998. – The Very Best of Anthem
- 2001. – Anthem Ways
- 2005. – Official Bootleg (CD-Verzija)
- 2005. – Official Bootleg (Box set)
- 2007. – Core: Best of Anthem 2000-2007

### Video/DVD
- 1987. – The Show Carries On
- 2001. – Back Then
- 2003. – Live' Melt Down: The Show Still Carries On
- 2005. – Anthem 20th Anniversary Tour 2005
- 2008. – Core: Best of Anthem 2000-2007 (samo u posebnom izdanju kompilacije)

### Singlovi
- 1986. – "Xanadu"
- 2000. – "Gypsy Ways (Win, Lose or Draw)"
- 2001. – "Grieve of Heart"
- 2002. – "The Voices"
- 2004. – "Onslaught"
- 2006. – "Immortal Bind"
- 2008. – "Heat of the Night

## Vanjske poveznice
- Službena web stranica